# 蝾螈科
蠑螈科（学名：Salamandridae）是通常顏色鮮豔的中小型兩生綱有尾目動物，分佈於北半球的溫帶地區（北美、歐洲、亞洲和非洲地中海沿岸）。終生有尾，沒有鳞片，是有尾目兩棲動物的代表，也是兩棲動物中較原始的一群，與其同屬一目的，還有鰻螈、鈍口螈、洞螈等。蠑螈在成長過程中，通常都要經歷蛻變過程。

## 下属分类
本科包括以下属：
- †始蝾螈属 Archaeotriton von Meyer, 1860
- † Bishara Nessov, 1997
- † Brachycormus von Meyer, 1860
- † Carpathotriton Venczel, 2008
- † Chelotriton Pomel, 1853
- † Koalliella Herre, 1950
- †巨螈属 Megalotriton Zittel, 1888
- †Oligosemia Navás, 1922
- †古肋突螈属 Palaeopleurodeles Herre, 1941
- †磷螈属 Phosphotriton Tissier, Rage, Boistel, Fernandez, Pollet, Garcia & Laurin, 2016
- †原螈属 Procynops Young, 1965
- 溪螈属 Calotriton Gray, 1858
- 伸舌螈属 Chioglossa Bocage, 1864
- 蝾螈属 Cynops Tschudi, 1838
- 棘螈属 Echinotriton Nussbaum & Brodie, 1982
- 山螈属 Euproctus Gené, 1838
- 高山欧螈 Ichthyosaura Sonnini de Manoncourt & Latreille, 1801
- 老挝螈属 Laotriton Dubois & Raffaëlli, 2009
- 滑螈属 Lissotriton Bell, 1839
- 吕基亚螈属 Lyciasalamandra Veith & Steinfartz, 2004
- 小默螈属 Mertensiella Wolterstorff, 1925
- 乌尔米螈属 Neurergus Cope, 1862
- 东美螈属 Notophthalmus Rafinesque, 1820
- 带螈属 Ommatotriton Gray, 1850
- 肥螈属 Pachytriton Boulenger, 1878
- 瘰螈属 Paramesotriton Chang, 1935
- 肋突螈属 Pleurodeles Michahelles, 1830
- 真螈屬 Salamandra Garsault, 1764
- 四趾螈属 Salamandrina Fitzinger, 1826
- 渍螈属 Taricha Gray, 1850
- 欧螈属 Triturus Rafinesque, 1815
- 疣螈属 Tylototriton Anderson, 1871

## 生活習性
無論是陸棲蠑螈還是水棲蠑螈，它們都喜歡潮濕涼爽的生存環境，以便保持皮膚的溫潤，利於水和空氣的流通。蠑螈還具有休眠的習性。在寒冷地區，蠑螈在冬天冬眠；在溫暖地區，如果氣候乾旱燥熱，它們就進行夏眠。在遭遇敵害時，蠑螈有好幾種防衛方法。有此種類呈彎曲防衛姿勢，舉起尾巴，直立下頜，顯示出它們色彩豔麗的腹面，以恐嚇敵人；有的蠑螈皮膚有毒，體表呈現警戒色；還有些蠑螈在遭到攻擊時能自動脫落尾巴迷惑敵人，趁機逃生。

## 變態生長
水棲蠑螈在水中產卵，卵孵化成形似蝌蚪的幼體；幼體用鰓呼吸，在成長中鰓逐漸消失，體態特徵逐漸趨向成體。

## 形態
最大種的歐非肋突螈（Pleurodeles waltl）全長可達30公分。
沒有肋骨間溝，身體的全部或部份具有鮮明的警戒色，皮膚可分泌河豚毒素（TTX）。

## 生態
棲息於森林、河川、溪流、池沼等地。有完全生活於陸地的陸棲種，也有完全生活於水中的水棲種。
肉食性，以昆蟲、節肢動物、甲殼類、貝類、蚯蚓、其他小型兩棲類的卵和幼體等為食。
在池塘完全乾涸，最後階段的變形前，較大型的蠑螈以同類小型為食。